# Bratři Bloomovi
 Bratři Bloomovi (v anglickém originále The Brothers Bloom) je americký film z roku 2008 režiséra Riana Johnsona. Hlavní postavy ztvárnili Mark Ruffalo, Adrien Brody a Rachel Weisz. Film se natáčel v Srbsku, Rumunsku, Černé Hoře a také v Praze.

## Děj
Už jako malí kluci bratři Bloomové provádějí různé podvody na ostatních. Stephen plány vymýšlí, Bloom je provádí. Kvůli svým vylomeninám bratři vystřídali během dětství mnoho rodin.
O 25 let později bratři oslavují konec dalšího podvodu. Na party si Bloom uvědomí, že Stephen řídí všechno v jejich životech, a tak se rozhodne ho opustit a přestěhuje se do Černé Hory. O tři měsíce později ho Stephen najde a přesvědčí ho, aby společně provedli ještě jeden poslední podvod, při kterém budou vystupovat spolu s Bang Bang, japonskou expertkou na výbušniny, jako prodejci starožitností. Podvést mají Penelope Stampovou, bohatou sociálně izolovanou dědičku z New Jersey. Aby se seznámili, Bloom zinscenuje autonehodu, ale během ní má Penelope epileptický záchvat a musí do nemocnice.
Penelope se Bloomovi svěří, že je téměř celý život sama. Bloom naznačí, že opouští zemi. Druhý den ráno přijede Penelope do přístavu, aby Blooma doprovázela do Řecka. Maximillen, Belgičan najatý Stephenem, Penelope prozradí, že bratři jsou ve skutečnosti pašeráci starožitností. Penelope se potom rozhodne stát se rovněž pašeračkou. Maximillen, instruovaný Stephenem, nabídne Penelope práci na propašování knihy z muzea v Praze. Ta bratry přesvědčí, aby jeli do Prahy, aniž by tušila, že je vše připravené. Ve vlaku projeví náklonnost k Bloomovi.
V Praze se setkají s Maximillenem, aby naplánovali krádež knihy. Podle Stephenova plánu, Bloom získá od Penelope milion dolarů a uprchne. Penelope i tak knihu ukradne. Plán je umístit výbušninu na katedrálu sv. Víta a spustit tak požární alarm, aby byl areál evakuován. Penelope ale omylem způsobí explozi celé věže, a tak přijede armáda a policie. Penelope o nich neví, a tak pronikne do muzea a vezme knihu. Při útěku ventilačním zařízením se ale propadne do místnosti plné vojáků. Ona ale přemluví policejního prezidenta, aby ji pustil.
V hotelovém baru potom Blooma navštíví jejich bývalý mentor a současný nepřítel Diamond Dog a snaží se ho přesvědčit, aby se přidal k němu. Bloom to odmítne a pak přijde Stephen, bodne Diamond Doga do ruky a pošle ho pryč.
V Mexiku Bloom Penelope vše prozradí. Bratři se porvou a zbraň Stephena náhodou střelí. Penelope zranění kontroluje a zjistí, že se jedná o falešnou krev a odchází se zlomeným srdcem. Bloom odjede do Černé Hory. O tři měsíce později ho navštíví Penelope, aby se stal znovu podvodníkem. Ten nemůže svou lásku odmítnout, a tak se rozhodne se Stephenem uspořádat poslední podvod.
Společně odjedou do Petrohradu, kde mají dříve ukradenou knihu prodat Diamond Dogovi. Ten je ale napadne a Stephen je unesen. Po Bloomovi požadují výkupné 1,75 milionu dolarů. Bloom předpokládá, že je to další Stephenův podvod, Penelope ale pro jistotu peníze vybere. Předtím se je Bang Bang rozhodne opustit, pak ale vybuchne její auto a Penelope a Bloom si nejsou jistí, jestli svou smrt nepředstírala.
Samotný Bloom pak jde předat peníze. Najde Stephena svázaného a zbitého. Jsou znovu napadeni, Stephen je střelen a svým zraněním podlehne. Bloom se Stephena zeptá, jestli je to opravdu nebo se jedná pouze o "perfektní podvod". Stephen se zvedne a řekne, že je v pořádku. Stephen potom řekne Bloomovi, aby opustil s Penelope navždy Petrohrad a že se znovu setkají.
Bloom se probudí v autě a zjistí, že skvrna od Stephenovy krve na jeho košili je pravá. Když si uvědomí, že je Stephen mrtvý, zhroutí se a Penelope se ho snaží uklidnit. Bloom si potom vzpomene na to, co říkal Stephen: "Perfektní podvod je takový, při kterém všichni zúčastnění dostanou právě tu věc, kterou chtějí." Pro Penelope a Blooma byl tou věcí společný život, zatímco pro Stephena to bylo vymyslet podvod tak perfektní, že bude skutečný.

## Obsazení
| Adrien Brody         | Bloom                        |
| Mark Ruffalo         | Stephen                      |
| Rachel Weisz         | Penelope Stampová            |
| Rinko Kikuchi        | Bang Bang                    |
| Robbie Coltrane      | Maximillen "kurátor" Melvile |
| Maximilian Schell    | Diamond Dog                  |
| Ricky Jay            | vypravěč                     |
| Zachary Gordon       | mladý Bloom                  |
| Max Records          | mladý Steven                 |
| Nora Zehetner        | Rose                         |
| Joseph Gordon-Levitt | barman                       |